# TV Araçagi
TV Araçagi foi uma emissora de televisão brasileira sediada na cidade de São José de Ribamar, no estado do Maranhão. Operava no canal 5 VHF e era afiliada a TV União. Pertencia ao Grupo Zildêni Falcão, que também controla as TV São Luís e São Luís TV, além da rádio Jovem Pan FM São Luís. Suas instalações eram localizadas no bairro Araçagi, que fica à frente da Praia do Araçagi.
A emissora foi inaugurada no dia 28 de junho de 2010, já como afiliada à TV União. Isso ocorre mais um ano depois da Grande São Luís e região perder o sinal de outra TV cearense, a TV Diário, que tinha como afiliada, a TV Tropical (atual TV Guará, afiliada à Record News). Atualmente a emissora mantém fora do ar.

## História

### Transmissões em caráter experimental
A emissora entrou no ar em caráter experimental no dia 16 de maio de 2010, por volta das 15h30min, com a transmissão do Ceará World Cup Skateboard, a 1ª etapa do Circuito Mundial da WCS de Street Skate Profissional, que contou com transmissão ao vivo da TV União durante todo o dia com flashs ao vivo nos intervalos da programação, além da final do campeonato, que terminou às 18h, além de matérias especiais sobre o mundo do skate.
O Grupo Zildêni Falcão não deu aviso algum aos telespectadores e nem mesmo a imprensa sobre nova emissora, nem pelas rádios e TVs São Luís que pertencem, pois os telespectadores e a imprensa só souberam da nova emissora nos dias seguintes, por sites de TVs e comunidades, até fazendo sintonia automática das televisões (quem mora onde a TV Araçagi onde é captada), por isso que a divulgação demorou por dias.
Na primeira semana de transmissão só foi fase de testes, o sinal da TV Araçagi que chegava aos bairros e proximidades das sedes de TVs Difusora (canal 4) e Cidade (canal 6) dos bairros e adjacentes de Centro, Renascença e São Francisco, com muita interferência desses canais.
A partir de então, nos primeiros dias e semanas de transmissões, o sinal da emissora chegava a cidade de São Luís com interferência dos Canais 4 e 6, que por causa disso, a emissora sai do ar na manhã do dia 22 de maio, retornando horas depois, com uma potência pouco maior, desta vez apenas interferência com Canal 6.
Na noite de 24 de maio, a emissora saiu do ar, só retornando na manhã do dia seguinte, com maior potência sem interferência dos dois canais, tendo imagem quase semelhante aos canais de VHF.
Entre os dias 5 e 6 de junho, por contas das chuvas passageiras no norte da ilha, teve a recepção da TV União parcialmente prejudicada, ou seja, a imagem da rede tinha imagem travada, que lembra um DVD riscado ou mal conservado. Mesmo assim, a emissora continuava a transmitir normalmente.
O problema coincidiu quase no mesmo dia na qual a emissora entrou em fase de testes, em 6 de junho, que no decorrer do mês,
Em entrevista ao O Estado do Ceará, o diretor da TV Araçagi, Paulo Falcão falou sobre a emissora: “Essa união do Ceará com o Maranhão vem preencher uma lacuna que existia aqui na região, onde vivem muitos cearenses. A Rede União vem para somar, para, como o próprio nome diz, unir esses dois estados.”, destacou. “Além da programação da TV União, teremos duas horas de programação local, que também será voltada para os jovens das classes socioeconômicas A e B. Nossa intenção também é mostrar um pouco da cultura do Maranhão, do artesanato, música e política local, dentre outros temas relevantes. Assim, já nascemos com uma grande responsabilidade.”, conta Falcão. melhora a potência do sinal, sendo captada por quase toda Ilha de São Luís, quando irá ser inaugurada oficialmente no final do mesmo mês.

### Inauguração (2010)
No dia 28 de junho de 2010, a TV Araçagi foi inaugurada oficialmente às 11 horas, com transmissão ao vivo direto de São Luís do Maranhão para toda a Rede União, em evento com a presença do então prefeito de São José de Ribamar (Luís Fernando Silva) e dos presidentes das TVs União (José Alberto Pinto Bardawil) e da Araçagi (Zildêni Falcão).
Com a inauguração da nova afiliada, a Rede União passa ter cobertura para cerca de 250 cidades, além de ser vista pela Internet e captada por satélite para as Américas e parte da África, da Ásia e Europa.
Em entrevista ao O Estado do Ceará, o presidente da Rede União, José Alberto Pinto Bardawil, declarou: “Até o final deste ano, pretendemos chegar a 300 emissoras afiliadas em todo o Brasil. Já estamos trabalhando para inaugurar as de Presidente Prudente e São José dos Campos, em São Paulo.”, promete.

### Programação (2010-2013)
Em maio de 2010, o telejornal São Luís Notícia, até então exibido apenas na TV São Luís, no Canal 8, passa a ser exibida na recém-inaugurada emissora, tornando-se o primeiro programa local, apenas na noite (19 horas), mesmo horário da exibidora do Canal 8. No entanto, esse telejornal fica ao ar até agosto, quando a TV São Luís decide extinguir juntamente o departamento de jornalismo da emissora e o telejornal, com isso a TV Araçagi deixou de veicular esse telejornal.
Em 2011, a emissora exibe seu primeiro programa local, o religioso Com Jesus é Melhor, das 17 às 18 horas, mas o programa dura até 2012, por falta de patrocinadores.
No dia 21 de agosto de 2012, passou a exibir a primeira propaganda política do município, que foi gerada pela TV Metropolitana.
Em 2013, voltou a exibir programa local, o Mundo Jovem, apresentado por Clóvis Galvão e Daniel de Jesus, mas sai do ar por conta de falta de patrocinadores. Com o fim deste programa, a emissora passa apenas a retransmitir a programação de rede, inclusive os intervalos comerciais.

### Falhas de transmissão e fora do ar (2014-2016)
Entre 2014 a 2016, a emissora esteve com inúmeros problemas de sinais e som, fazendo com que a emissora perdesse a qualidade de imagem e som, até sair do ar em definitivo em meados de setembro de 2016, época em que houve propaganda eleitoral. A demora em voltar ao ar se deve o fato em que o grupo que controla o canal decidiu coerente deixar de transmitir o analógico para que no futuro, a emissora voltasse ao ar com o sinal digital, previsto para o mês de março de 2018 ou depois desta data, o que não aconteceu desde então.